# Rosières-en-Santerre
 Rosières-en-Santerre  es una población y comuna francesa, en la región de Picardía, departamento de Somme, en el distrito de Montdidier. Es el chef-lieu y mayor población del cantón de Rosières-en-Santerre.

## Demografía
| 2381 | 2605 | 2815 | 2985 | 3107 | 2956 |
| Para los censos de 1962 a 1999 la población legal corresponde a la población sin duplicidades (Fuente: INSEE [Consultar]) |      |      |      |      |      |